# Aulacospermum gonocaulum
Aulacospermum gonocaulum là một loài thực vật có hoa trong họ Hoa tán. Loài này được Popov mô tả khoa học đầu tiên năm 1935.